# Anita (Film/Miniserie)
Anita (Originaltitel: chinesisch 梅艷芳, Pinyin Méi Yànfāng, Jyutping Mui2 Jim6fong1; auch bekannt als Anita: Director’s Cut 梅艷芳 導演版,  Méi Yànfāng Dǎoyǎnbǎn, Jyutping Mui2 Jim6fong1 Dou6jin5baan2) ist eine Filmbiografie aus Hongkong über die Cantopopsängerin Anita Mui, die im Jahr 2021 debütierte. Die Uraufführung des Musikdramas fand am 15. Oktober 2021 auf dem Busan International Film Festival in Südkorea statt. Am 12. November 2021 kam der Film in Hongkong regulär in die Kinos. Der mit über eine Stunde zusätzliches Filmmaterial bestückte Director’s Cut zum Film, wurde erstmals zwischen dem 2. Februar 2022 und dem 2. März 2022 in Form einer fünfteiligen Miniserie auf Star via Disney+ in ausgewählten asiatischen Ländern veröffentlicht.

## Handlung
„Anita“ ist ein Porträt der legendären Cantopopsängerin Anita Mui und gewährt uns Einblick in ihre Kindheit, ihre schillernde Karriere sowie in ihr letztes Lebensjahr. Sie überzeugte nicht nur mit ihrer fesselnden Bühnenpräsenz, sondern besaß ebenfalls eine unerschütterliche Hingabe für Familie, Freunde, geliebte Menschen sowie für das Gemeinwohl. In der Musikgeschichte hinterließ Anita mit ihren bewegten Leben ein einzigartiges Vermächtnis und brachte ihr den unbestreitbaren Titel „Tochter von Hongkong“ ein.

## Besetzung und Synchronisation
| Rolle         | Schauspieler   | Synchronsprecher |
| ------------- | -------------- | ---------------- |
| Anita Mui     | Louise Wong    |                  |
| Ann Mui       | Fish Liew      |                  |
| Leslie Cheung | Terrance Lau   |                  |
| Yuki Goto a)  | Ayumu Nakajima |                  |
| Ben Lam       | Tony Yang      |                  |
| Eddie Lau     | Louis Koo      |                  |
| Florence Chan | Miriam Yeung   |                  |
| Leonard Ho    | Waise Lee      |                  |

## Director’s Cut als Miniserie
Der Director’s Cut zum Film, welcher mehr als eine Stunde zusätzliches Filmmaterial beinhaltet, wurde zwischen dem 2. Februar 2022 und dem 2. März 2022 in Form einer fünfteiligen Miniserie auf Star via Disney+ in ausgewählten asiatischen Ländern veröffentlicht. Die Veröffentlichung der Miniserie ist in weiteren Ländern weltweit geplant.
Episodenliste
| Nr. | Deutscher Titel | Originaltitel | Erstveröffentlichung (Hongkong) | Deutschsprachige Erstveröffentlichung (D/A/CH) | Regie         | Drehbuch                |
| --- | --------------- | ------------- | ------------------------------- | ---------------------------------------------- | ------------- | ----------------------- |
| 1 | Folge 1         | 第1集         | 2. Feb. 2022                    | —                                              | Lok Man Leung | Lok Man Leung & Jack Ng |
| Wir schreiben das Jahr 1969. Hinter den Kulissen des Vergnügungsparks Lai Yuen läuft alles drunter und drüber, weil die Kindersängerin, deren Bühnenauftritt kurz bevorsteht, nicht aufzufinden ist. Am anderen Ende des Vergnügungsparks hilft die sechsjährige Anita einem Kind, das sie nicht kannte, seinen Ballon von einem Baum zu holen. Das Kind schnappt sich den Ballon und verschwand, ohne sich bei ihr zu bedanken. Angetrieben von ihrer Schwester Ann eilt Anita zurück in den Backstage-Bereich und war für ihren Auftritt bereit. Anita und Ann standen schon von Kindesbeinen an als Duo auf der Bühne im Park, um irgendwie über die Runden zu kommen. Wie so oft, ist der Veranstaltungsort auch an diesem Abend gerammelt voll mit großem Publikum und vielen Künstlern. Eine Tänzerin verrät Anita ihr Bühnenmotto: „Wer nicht auf der Bühne erscheint, verwandelt sich in ein hässliches Entlein“ – und Anita nimmt es sich zu Herzen. Die beiden jungen Mädchen stehen auf eigenen Füßen und lernen, an diesem Ort zurechtzukommen. Sie werden vom Frauenschwarm Adam Cheng eingeladen, in der beliebten Late-Show „Enjoy Yourself Tonight“ als Background-Tänzerinnen zu arbeiten. Ihre tiefe Stimme beeindruckt Michael Lai, der sie einlädt, an den ersten New Talent Singing Awards teilzunehmen. Nachdem Anita den Wettbewerb gewinnt, nimmt sie das Plattenlabel Capital Artists unter Vertrag und unterstützt sie mit den bestmöglichen Ressourcen für ihren Antritt beim bevorstehenden Tokyo Music Festival. Dabei wird ihr Look vom renommierten Stylisten Eddie Lau von Grund auf verändert. Auch schließt Anita eine lebenslange Freundschaft mit ihrem Sängerkollegen Leslie Cheung. |                 |               |                                 |                                                |               |                         |
| 2 | Folge 2         | 第2集         | 9. Feb. 2022                    | —                                              | Lok Man Leung | Lok Man Leung & Jack Ng |
| Als die Karriere von Anita an Fahrt aufnimmt, begegnet sie dem japanischen Superstar Yuki Godo. Es ist Liebe auf den ersten Blick und ihre Romanze blüht auf. Anita gibt sich der Beziehung mit derselben Liebe hin, die sie für die Bühne hegt, auch wenn ihre Fernbeziehung mit häufigen hin- und herfliegen verbunden ist, um die Beziehung über Wasser zu halten. Sie unternimmt alles, um eine würdige Frau für Yuki zu werden. Anitas Mentor Eddie Lau versichert ihr, dass auch Prominente ein glückliches Liebesleben haben können, solange es wirklich von Herzen kommt. Herr So hingegen drängt sie, nach Hongkong zurückzukehren, da die Vorbereitungen für das bevorstehende Konzert in vollem Gange sind. Er fleht sie an, sich auf ihre Karriere zu konzentrieren und nicht zuzulassen, dass ihr jemand in die Quere kommt. Gleichzeitig war sich auch Yukis Management seiner neuen Beziehung bewusst und warnt ihn während einer Auszeit an den heißen Quellen vor den Auswirkungen, die die Beziehung auf seine Karriere haben könnte. Anita kann nicht umhin, den Druck zu spüren, unter dem Yuki steht. Um ihn aus der schwierigen Situation zu befreien, beendet sie widerwillig die Beziehung und kehrt nach Hongkong zurück. Anita konzentriert sich fortan auf ihre Karriere, und bringt ein Album nach dem anderen heraus, welche die Spitzenplätze in den Charts stürmen. Nach und nach erhält sie auch Angebote für Filmrollen, darunter in „Rouge“ von Stanley Kwan, mit denen sich Anita als Filmstar etablieren kann. |                 |               |                                 |                                                |               |                         |
| 3 | Folge 3         | 第3集         | 16. Feb. 2022                   | —                                              | Lok Man Leung | Lok Man Leung & Jack Ng |
| Als sie erfährt, dass Ann geheiratet hat, freut sich Anita für ihre Schwester, doch zugleich isoliert sie sich zunehmt und tröstet sich mit Alkohol. Aufgrund ihrer innigen Verbindung kann sich Ann gut in Anita hineinversetzen und weiß genau, wie sie sich fühlt. Leslie vertraut Anita an, dass er darüber nachdenkt, sich zur Ruhe zu setzen. Auch Anita ist von den vergangenen Jahren ausgebrannt und möchte einen Gang zurückschalten. In einem Gespräch mit ihrem Patenonkel Leonard Ho spricht Anita ihre Beziehung mit dem Kampfsport-Schauspieler Ben Lam an und erzählt, dass sie bereit sei, zu heiraten, und dass er ihr das Gefühl vermittelt, für ein sesshaftes Leben bereit zu sein. Ohne dies zu kommentieren, reicht Leonard ihr lächelnd das Drehbuch zum Film „Justice, My Foot!“, in welchem Anita anschließend die Rolle der Madam Sung spielt. Auf der Abschlussparty des Films singen Anita und die Filmcrew Karaoke. Doch es braut sich ein Konflikt zusammen, in den Anita verwickelt wird, und aus welchem sie nur dank des beherzten Eingreifens seitens Ben weitestgehend unbeschadet herausgeht, vorerst. Denn die Situation spitzt sich weiter zu, und auch der öffentliche Aufschrei, kann nicht die weitere Eskalation des Konflikts verhindern. Anita bleibt keine andere Wahl, als mit Ben nach Chiang Mai zu flüchten, bis sich die Lage beruhigt. Dort angekommen lässt Anita Revue passieren. Ihr werden die Augen geöffnet und sie beginnt einen neuen Sinn im Leben zu suchen. |                 |               |                                 |                                                |               |                         |
| 4 | Folge 4         | 第4集         | 23. Feb. 2022                   | —                                              | Lok Man Leung | Lok Man Leung & Jack Ng |
| Eddie stattet Anita einen kurzen Besuch ab, bei dem sie die Perspektive auf ihre Karriere und ihren Lebenszweck zurechtrückt und erkennt, dass sie ihr Talent und ihren Ruhm zum Wohle der Allgemeinheit einsetzen konnte. Sie schlägt einen neuen Weg ein, löste sich von dem, was sie sich einst am meisten gewünscht hat, und kehrt nach Hongkong zurück. Um ihre neu entdeckte Leidenschaft in die Tat umzusetzen, verbringt Anita immer mehr Zeit mit philanthropischen und sozialen Aktivitäten, dem Kampf gegen Armut in der chinesischen Gemeinde und verschiedensten Wohltätigkeitsveranstaltungen. Ihre Großzügigkeit wird von vielen Menschen hervorgehoben und gelobt und sie geben ihr den Spitznamen „Big Sister Mui“. Das Jahr 2000 ist für Anita kein gutes. Gerade als sie ihr Leben wieder auf die richtige Bahn gelenkt hat, stirbt Ann an Krebs und Anita wird von tiefer Trauer überwältigt. Um ihr zu helfen, die Trauer und den Verlust zu überwinden, sagt ihr Leslie, dass manche Menschen dazu bestimmt sind, die Welt zu verlassen, wenn sie am hellsten leuchten, ohne zu ahnen, dass dieser Gedanke bald zurückkehren würde, um sie beide heimzusuchen. Denn kurz darauf wird bei Anita ebenfalls Krebs diagnostiziert. Und als Leslie, ihr lebenslanger Freund und Vertrauter, im Jahr 2003 verstirbt, ist Anita völlig am Boden zerstört. |                 |               |                                 |                                                |               |                         |
| 5 | Folge 5         | 第5集         | 2. März 2022                    | —                                              | Lok Man Leung | Lok Man Leung & Jack Ng |
| Im Jahr 2003 wird Hongkong von der SARS-Pandemie heimgesucht. Die Zahl der Toten steigt unaufhörlich und das medizinische Personal, welches Tag und Nacht gegen die Pandemie ankämpft, läuft auf dem Zahnfleisch. Der plötzliche Verlust von Leslie macht die Umstände nicht leichter und nagt an Anita. Doch Anita reißt sich zusammen und beschließt sich nicht dem Kummer vollends hinzugeben. Sie mobilisiert alle in der Musikindustrie, um das 1:99-Konzert auf die Beine zu stellen. Dieses findet im Hong Kong Stadium statt und zeigt eine beispiellose Anstrengung, um Spenden für Patienten zu sammeln und die Ärzte, die an vorderster Front kämpfen, zu unterstützen. Im Sommer 2003 endet die Zunahme der SARS-Fälle, doch Anitas Gesundheitszustand verschlechtert sich zunehmend. Sie bittet ihren Arzt, sie nach Japan reisen zu lassen, damit sie Yuki ein letztes Mal sehen kann. Sie trifft ihn an ihrem gewohnten Ort und vieles war noch genauso wie früher. Die Trauer zwischen den beiden ist deutlich spürbar. Schließlich waren sie seit damals getrennte Wege im Leben gegangen. Sie verabschieden sich ohne viele Worte. Als sie nach Hongkong zurückkehrt, steht es um Anita nicht gut und sie sieht ein, dass ihre Zeit auf Erden langsam ein Ende nimmt. Sie bittet Eddie, ihr einen letzten Wunsch zu erfüllen und ihr ein Hochzeitskleid zu schneidern. Im Winter desselben Jahres gibt Anita ihr letztes Konzert in dem von Eddie entworfenen Hochzeitskleid. Anita verstirbt im Dezember 2003 und hinterlässt ein Vermächtnis, dass bis heute besteht. |                 |               |                                 |                                                |               |                         |